# TV-året 1967

## Händelser

### Okänt datum
- TRU-kommissionen tar över utbildningsprogrammen i svensk skolradio och skol-TV [1].

## TV-program

### Sveriges Radio-TV
- 3 januari - Jag är så glad att jag är svensk! En salongsrevy av Hagge Geigert med Inger Juel, Olle Andersson och Mille Schmidt.
- 4 januari - Möte med Jan Höiland, en show med svensktoppsartisten Jan Höiland.
- 5 januari - Åsa-Nisse i våra hjärtan, reportage av Nils-Petter Sundgren från inspelningen av 1966 års Åsa-Nisse-film.
- 7 januari - Start för musikserien Melodier i Norden med bland andra Towa Carson, Ann-Louise Hansson och Sten Nilsson.
- 8 januari - TV-pjäsen Sammanträde pågår med Monica Nielsen, Gösta Ekman, Fritiof Billquist med flera.
- 14 januari - S:t Bernhard, det första av två underhållningsprogram med Gösta Bernhard.
- 17 januari - Premiär för Kom i form, gymnastikprogram med Leif Forsberg.
- 21 januari - Öknen blommar, en resa genom Israels Negev-öken med Nils Linnman.
- 23 januari - TV-pjäsen Förrädare, Mördare med Hans Wigren, Pia Rydwall, Bertil Norström med flera.
- 24 januari - Premiär för Klubb 67, underhållning med Egon Kjerrman och Sven Tjuslings trio.
- 11 februari - Premiär för underhållningsprogrammet Estrad med Lars Ekborg, Margaretha Krook, Gunwer Bergkvist med flera.
- 14 februari - Seriestart för barnprogrammet Teatergarderoben, lek i teatermiljö av Björn Clarin.
- 14 februari - Premiär för Quiz, frågetävling med Lasse Holmqvist.
- 21 februari - Premiär för humorserien Publikfriarna med bland andra Rolv Wesenlund.
- 24 februari - Melodifestivalen 1967 med Maud Husberg som programledare.
- 25 februari - Sketchen "Skattkammarön" sänds i programmet Estrad med Åke Grönberg, Margaretha Krook, Lars Ekborg och Gunwer Bergkvist.
- 26 februari - Kvintetten som svängde, Svend Asmussens kvintett presenteras av Sten Broman.
- 4 mars - Mammas köttbullar på Mallorca, Jan-Olof Olsson skildrar svenskar utomlands.
- 16 mars - Premiär för dramaserien Drottningens juvelsmycke med bland andra Mimmo Wåhlander, Tor Isedal och Olof Bergström.
- 19 mars - Seriestart för söndagsunderhållningen Onkel Thores stuga med Thore Skogman och gästartister.
- 21 mars - Bordet runt, en TV-revy av Hagge Geigert med bland andra Inger Juel, Georg Adelly och Laila Westersund.
- 27 mars - Musikalen Lorden från gränden med Nils Poppe, Annalisa Ericson, Anna Sundqvist, Bert-Åke Varg med flera.
- 3 april - Premiär för Svenska nöjen, serie i 10 avsnitt om svensk nöjeshistoria genom tiderna.
- 4 april - Premiär för frågeleken Sverige genom två med Steen Priwin.
- 5 april - Dig vill alla böljor smeka, strövtåg i Evert Taubes Bohuslän.
- 16 april - Vårnyckeln, en insamling till förmån för flyktingar med Lennart Hyland och populära artister.
- 17 april- Tjechovs pjäs Onkel Vanja med Lena Granhagen, Keve Hjelm, Sture Ericson med flera.
- 25 april - Start för underhållningsserien Hernandos Café med Mille Schmidt och gästartister.
- 30 april - Premiär för Gunnel Lindes barnserie Tacka vet jag Skorstensgränd.
- 14 maj - Komedin De löjliga preciöserna med bland andra Stig Grybe, Lena Brogren och Jarl Borssén.
- 15 maj - Minishow med Mona Wessman, Claes-Göran Hederström och Nina Lizell.
- 1 juni - Premiär för bilmagasinet Motorbiten med Håkan Nilsson och Sven Ungermark.
- 8 juni - Bialitt, skåneunderhållning med Lasse Holmqvist och gäster.
- 9 juni - Premiär för Hänt hvar 14:e dag med Ulf Thorén.
- 13 juni - Showtime i Borås med Towa Carson, Jörgen Edman och Sten & Stanley.
- 14 juni - Premiär för Rondellen, magasin med Gun Allroth och Gary Engman.
- 16 juni - Start för frågeleken Hänt var det här med Lars-Eric Örtegren.
- 23 juni - Vilhelm Mobergs lustspel Marknadsafton med bland andra Olof Bergström och Emy Storm.
- 24 juni - Greven av Monte Christo, engelsk äventyrsserie efter Alexandre Dumas roman.
- 29 juni - Premiär för underhållningsserien Gammeldans med Gnesta-Kalle och Eric Öst.
- 1 juli - Seriestart för 10.000-kronorsduellen, norsk-svensk frågetävling med Birgitta Sandstedt som programvärd.
- 4 juli - Sommar 1967, komediserie i fyra avsnitt med Ulla Smidje, Torsten Lilliecrona, Birgitta Stahre med flera.
- 12 juli - Bakom cirkuskulisserna, på turné med Cirkus Scott.
- 8 augusti - Möten, lekfull underhållning med bland andra Mona Malm och Ernst-Hugo Järegård.
- 12 augusti - Show á la Lill med Lill Lindfors, Anders Linder och Gunnar Svenssons orkester.
- 26 augusti - Låtar i lovart, underhållning ombord med Lill-Babs, Anders Linder, Monica Zetterlund med flera.
- 28 augusti - Tut med Televinken, trafikskola i 12 avsnitt med Televinken.
- 30 augusti - Premiär för brittiska dramaserien Forsytesagan (The Forsyte saga).
- 2 september - Dan före dan, uppesittarkväll inför Dagen H med Lennart Hyland som programvärd.
- 2 september - Fantasimissimo, musical av Beppe Wolgers med Lars Ekborg, Sune Mangs, Lena Hansson, Povel Ramel med flera.
- 9 september - Sånglustspelet Styrman Karlssons flammor med bland andra Kent Malmström, Märta Ternstedt, Lasse Kühler med flera.
- 15 september - Premiär för Mitt hus och min trädgård, ett magasin med Sören Engelbrektson.
- 16 september - Operetten Sköna Helena med bland andra Berith Bohm, Gösta Bredefeldt och Nils Brandt.
- 24 september - TV-pjäsen Glasmenageriet med Inga Tidblad, Tor Isedal, Sven Wollter med flera.
- 26 september - Bengt Bratts pjäs Jämsides med bland andra Sven Wollter, Pia Rydwall och Frej Lindqvist.
- 28 september – TV-serien Flipper har svensk premiär, SVT1 kl 18:30[2]
- 30 september - Premiär för underhållningsserien Timmen med Bo Teddy Ladberg.
- 1 oktober - Östen Warnerbring Show med Östen Warnerbring, Mats Olsson storband och Gunnar Svenssons trio.
- 10 oktober - Premiär för Vid första ögonkastet, en äktenskapslek för göteborgsungdomar med Egon Kjerrman.
- 16 oktober - Start för Jonnys hörna, idrott, friluftsliv och tävlingar med skridskoåkaren Jonny Nilsson.
- 22 oktober - Pjäsen Hjälten på den gröna ön med Lars Passgård, Stig Järrel, Gerd Hagman med flera.
- 29 oktober - Arve Opsahl, ett porträtt av den norske revyaktören Arve Opsahl.
- 3 november - Mona på modet, musikalisk modeshow med Mona Wessman.
- 5 november - Start för en ny säsong av Musikfrågan med Sten Broman.
- 6 november - TV-pjäsen Polis, polis med bland andra Torsten Lilliecrona och John Harryson.
- 19 november - TV-pjäsen Lönnmördarna med Isa Quensel, Lars Passgård, Tord Peterson med flera.
- 3 december - Årets julkalender är Gumman som blev liten som en tesked.[3]
- 23 december - Premiär för den numera klassiska TV-serien - Kullamannen.
- 25 december - Pippi i Vimmerby eller Lisa i Bullerbyn, ett besök med Astrid Lindgren i hennes hembygd.

## Födda
- 30 april - Philip Kirkorov, rysk sångare, skådespelare, musikalartist och tv-personlighet.
- 20 juli - Agneta Sjödin, svensk programledare i TV.
- 16 augusti - Ulrika Jonsson, brittisk TV-programledare, skådespelare och författare.
- 24 augusti - Claes Åkeson, svensk TV-programledare.
- 18 oktober - Pererik Åberg, meteorolog och väderpresentatör på SVT.

### Fotnoter
1. ↑  20:e århundrades När Var Hur - Etermedier, Bernt Himmelstedt, Forum, 1999
2. ↑   SVT, 1967-09-28, DN, televison /dn.se (läst 21 augusti 2024)
3. ↑  ”Jultradition”. Arkiverad från originalet den 25 april 2012. https://web.archive.org/web/20120425112719/http://www.jultradition.se/tv.htm. Läst 26 mars 2011.